# Умовна зайнятість
Умовна зайнятість, або нестійка зайнятість (англ. Contingent work) — поняття, яке описує тип взаємин між працівником і роботодавцем. Немає загальновизнаного визначення умовної зайнятості, але, в цілому, визнається, що це поняття утворено комбінацією наступних факторів:
- Робота є тимчасовою, високий ризик звільнення;
- Неповний робочий день;
- Відрядна оплата праці.

Немає консенсусу з приводу того, чи можна вважати умовно зайнятого працівника таким, «що має роботу», тобто працевлаштованим. Проте така робота зазвичай не розглядається як частина кар'єри. Нестійка зайнятість майже ніколи не передбачає кар'єрного зростання.
Якщо працівник виконує роботу повний робочий день, якщо він отримує регулярну платню або фіксовану зарплату за постійну роботу, то його зайнятість не можна назвати умовною.
Умовна зайнятість — не цілком нейтральне поняття, так як його зазвичай використовують при описі соціальних проблем. Біржі праці і безкоштовні рекламні видання частіше називають таку роботу випадковою або нерегулярною, залучаючи працівників, які хотіли б знайти роботу на короткий час і не зацікавлені у просуванні по службі. Однак умовна зайнятість зовсім не обов'язково є нерегулярною.